# フィンランドの建築

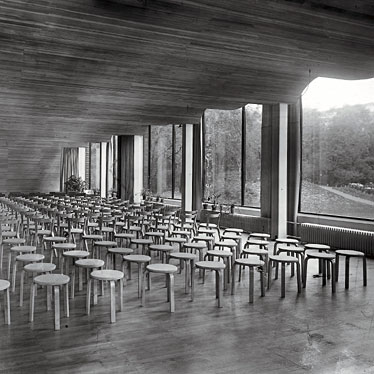
ヴィボルグ図書館、アルヴァ・アールト設計、戦間期の作品。

フィンランドの建築（フィンランドのけんちく）は800年以上の歴史があり、現代まで隣国のスウェーデンとロシアの影響を強く受けたが、19世紀初期以降はそれ以外の国からの影響も受けた。1つに外国出身の建築家が各地を遍歴している最中、フィンランドで仕事の依頼を受けることがあり、次にフィンランドに建築家という専業が定着したことも影響した。フィンランドの建築は外国からの影響を受けているばかりではなく、外国の潮流、たとえばユーゲント・シュティールとアール・ヌーヴォー、北欧古典主義、機能主義などにも影響を与えた。特に近代フィンランドで最も注目を受けた建築家エリエル・サーリネンは世界中に影響を及ぼした。しかし、サーリネンよりも有名なのがモダニストのアルヴァ・アールトで、現代建築史の重鎮の1人とされている。1922年、アールトは「過去からのモチーフ」（Motifs from past ages）という記事でフィンランドに対する国内外からの影響についてこう述べた。「昔の人が国際的でありつつ、偏見を持たずに己が能を発揮したように、私たちも古代のイタリア、スペイン、そして新しいアメリカからの刺激を受け入れることができる。それでも我がフィンランド人の先祖は私たちの師匠にあり続ける。」
20世紀のフィンランドの建築を回顧した2000年の記事において、フランスのル・モンド紙の美術評論家フレデリック・エデルマン（Frédéric Edelmann）はフィンランドにおけるアルヴァ・アールトのような偉大な建築家の人数が人口比で諸外国よりも多いとした。フィンランドの建築に関する最も偉大な業績は現代建築に関するものである。これはフィンランドの都市化が第二次世界大戦後に加速したことと、戦後の復興により、現代のフィンランドの建物のうち1955年以前に建てられたものが20％に満たないことに由来する。
スウェーデンが現フィンランド（フィンランド語で「スオミ」、Suomi）にあたる地域への支配を開始したのは一般的には1249年とされ、その支配は1809年にフィンランドがロシアに割譲されるまで続いた。しかし、ロシアの治下ではフィンランド大公国として大幅な自治権を得た。フィンランドはロシア革命の最中の1917年にロシアからの独立を宣言した。これらの歴史はフィンランドの建築史に深く影響した。フィンランド史が建築に与えた影響はほかにも各地の町の成立時期の影響、スウェーデン・ロシア間の戦争がフィンランドで戦われたことによる城塞や要塞の建築、建築材料と職人が利用できるかの状況などであり、後には公営住宅などの住宅政策も影響した。フィンランドは森林地帯の多い国であるため、建築材料は木材が主であった。現地の石材は花崗岩が大半であり、その硬さにより19世紀中期以前は煉瓦の製造が稀であった。1960年代に福祉国家が隆盛すると、コンクリートの使用が目立ち、特に公営住宅ではプレハブ工法に既製のコンクリート部品が多く使われたためより顕著であった。

## 早期の建築とスウェーデン領時期の建築

### 木製の建築

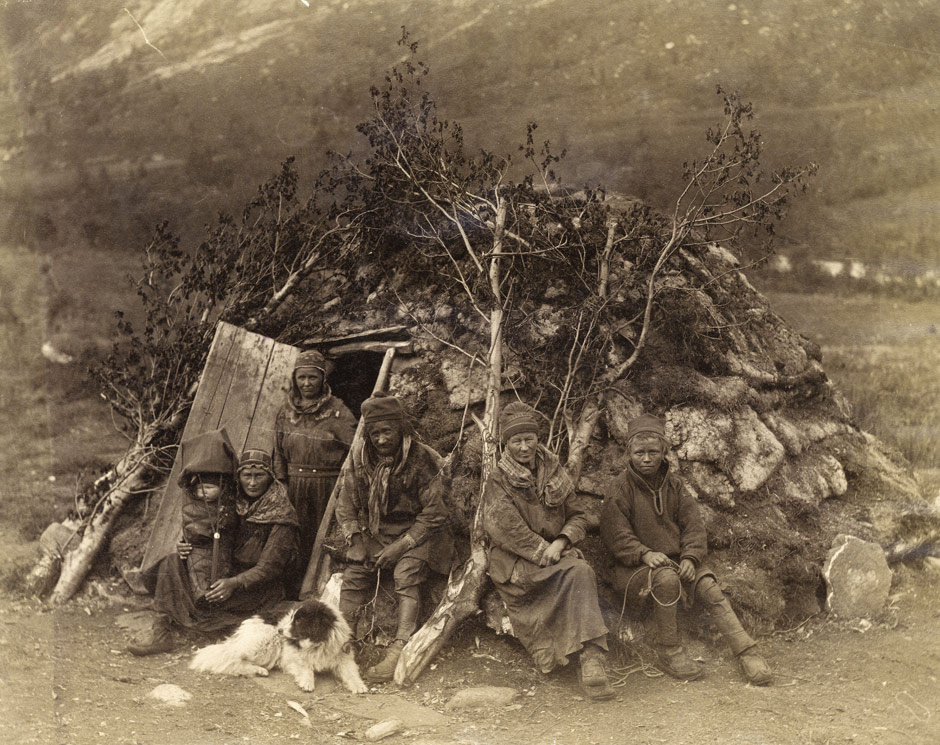
サーミ人のゴアハティ（「コタ」（Kota）とも）、1870年代。

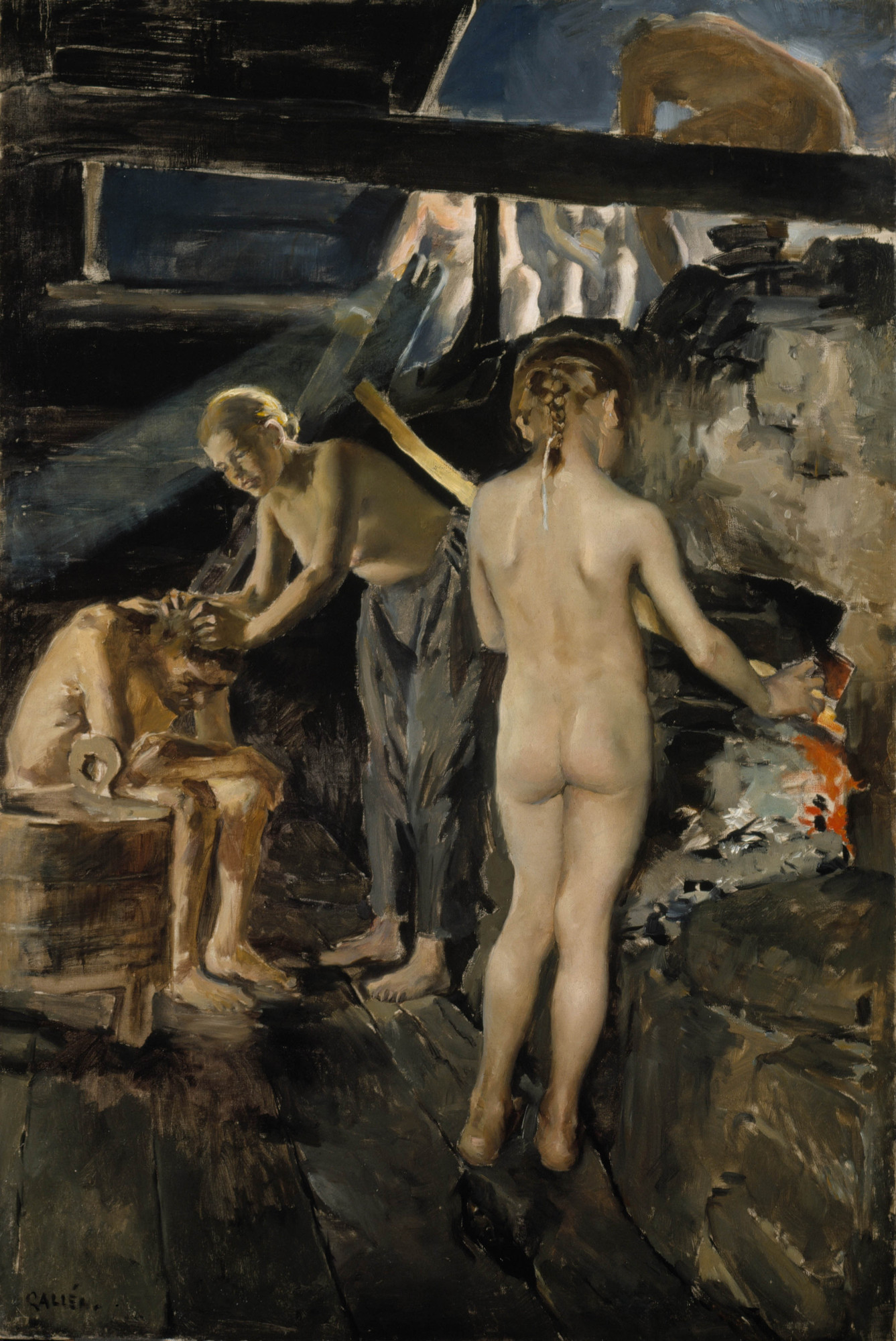
サウナッサ（Saunassa、「サウナの中」）、アクセリ・ガッレン＝カッレラ作、1889年。

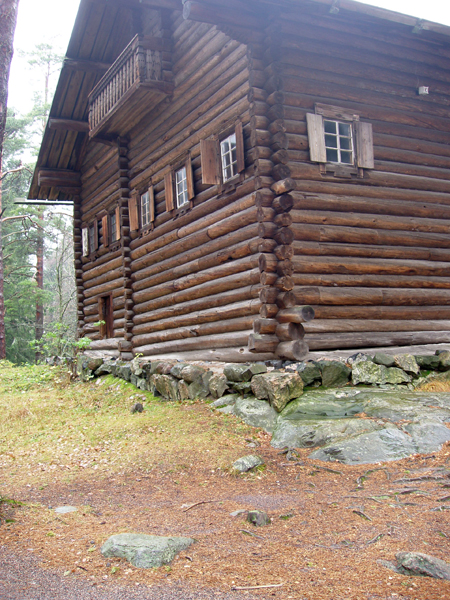
セウラサーリ島のペルティノツァ（Pertinotsa）という農家、2008年撮影。

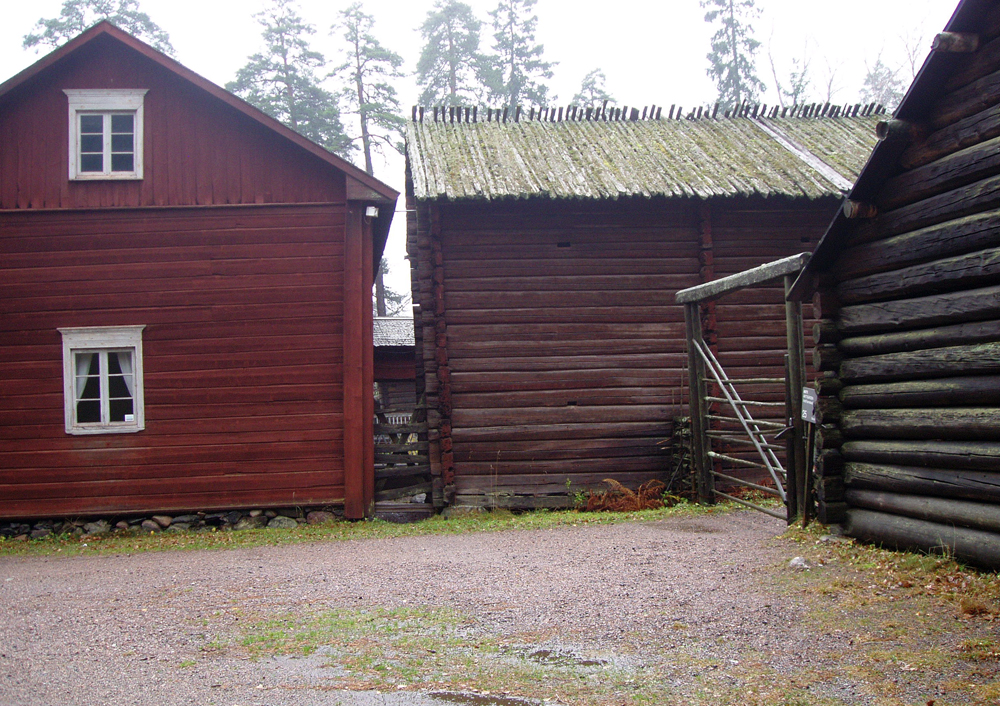
セウラサーリ島のアンティ（Antti）という農舎、2008年撮影。

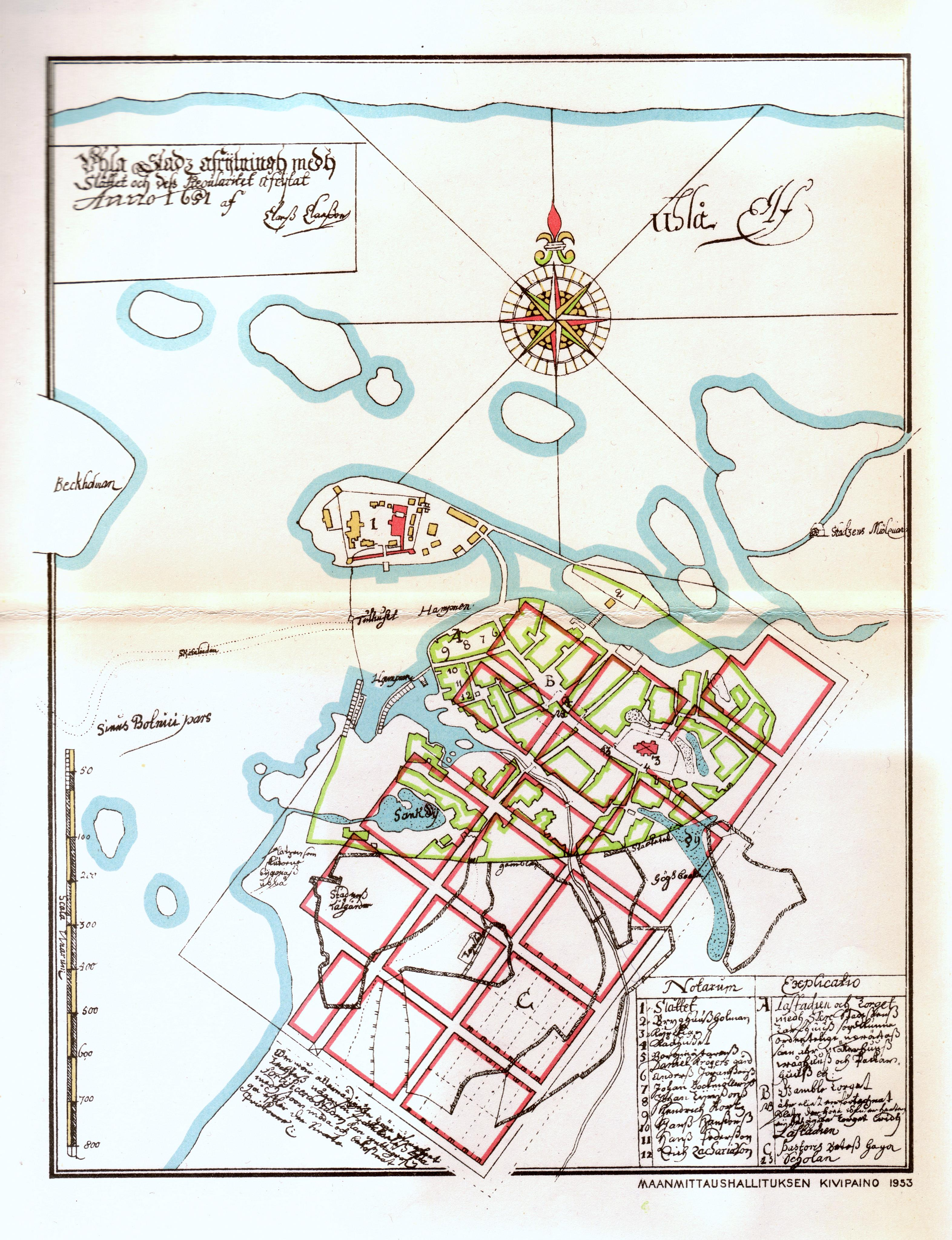
クラス・クラスソン（Claes Claesson）によるオウルの地図、1651年。

フィンランドの建築様式では主に木製であることが特徴になっている。知られている中で最古の住居構造はコタ（Kota）またはゴアハティと呼ばれる、布、泥炭、コケ、木材で覆われた小屋またはテントである。コタは19世紀までフィンランドで使われ続け、現代でもラッピ県に住むサーミ人が使っている。サウナもフィンランドの伝統的な建物であり、フィンランドで知られている最古のサウナは斜面で掘った穴から作られ、冬には住居として使われた。フィンランドにおける最初期のサウナは現代ではサヴサウナ（スモーク・サウナ）と呼ばれている。現代のサウナと違い、サヴサウナでは窓がなく、6から8時間をかけて大量の木を燃やしてキウアス（Kiuas）と呼ばれた積み石を加熱し、続いて煙を逃がすためにハッチを開けた後、部屋に入ってサウナの蒸気（ロウリュと呼ばれる）による熱を楽しむ。
木製建物の伝統はフィンランドのコタに限らず、先史時代以降の北方針葉樹林地帯全体でよく見られる。木製の構造が成功した原因は角を繋げるテクニックにある。すなわち、丸太を横方向に一本ずつ置いた後、丸太の末端に切り目を入れて堅く安全な継ぎ目を作る、というテクニックである。この技術の起源は不明だったが、紀元前1世紀には北ヨーロッパのローマ人がこの技術を使っており、また現ロシアにあたる地域が起源である可能性もあり、さらに東ヨーロッパ、近東、イラン、インドのインド・アーリア人の間でよく使われているという説もある。この技術の発展には工具が必要であり、主にのこぎりではなく斧を必要とした。結果として、建物は長方形になり、内部空間は部屋が1つだけで屋根は傾斜のゆるい切妻造となる。これは古代ギリシアの大広間形式メガロンと同じ起源となっている。フィンランドでの使い道はおそらく最初は倉庫として、続いてサウナとして、最後には住処としてであろう。角を繋げるテクニックが使われた最初の例では丸い丸太が使われたが、すぐに発展形として斧で削った四角い丸太が使われるようになり、継ぎ目をより確実に作るとともに断熱を改善した。のこぎりで切るよりも斧で切るほうが良いとされたが、これは斧による断面では水漏れがより少ないためだった。
歴史家によると、木製建物の根本となる仕組みはほかの地域からフィンランドにもたらされた可能性があったが、フィンランドにはトゥキピラリキルッコ（「ブロックの柱の教会」）という独特な木製建築がある。見た目は普通の木製教会と似ているが、丸太で作られた空芯の柱が外壁に作りこまれているため、壁自体は構造上は不必要である。柱は身廊を通る大きな梁で繋がれている。一般的には壁の一面に柱が2本あるが、3本の場合もある。現存のトゥキピラリキルッコのうち規模が最も大きいのはトルニオ教会（1686年）であり、ほかにはヴォユリン教会（1627年）、テルヴォラの教会（1687年）などがある。
後期の発展では主に都市でおきており、丸太で作られたフレームがさらに木の厚板で覆われるようになった。よく見られるファル赤の顔料（Punamulta、95％までの酸化鉄を含み、タールと混ぜることが多い）が塗られるのは16世紀以降との仮説が立てられている。木製建築のテクニックであるバルーン構造は北米で広く使われたが、フィンランドにもたらされたのは20世紀のことだった。フィンランドの建築家はアメリカまで旅行して架構式構造の工業化を視察、それを業界誌で称えた。アメリカで使われたような木製フレームを使う試みは行われたが、初期にはあまり人気が出なかった。その一因としては薄い建築による断熱の悪さがある（1930年代に断熱材が追加されたことで改善した）。またフィンランドでは木材も労働者も安かったことも大きい。しかし、第一次世界大戦の勃発によりこのような工業化された建造手法が普及した。もう1つのより新しい「輸入」としては19世紀初期に導入された、木製のこけら板を屋根に用いる手法である。それまでの伝統的な手法はシラカバの樹皮を屋根に用いており、木製のスラットを底にしてその上を数層のシラカバの樹皮で覆い、更にその上を木製の棒で1層重ねていた。この屋根は伝統的には塗装されていない。乾留液は鉄器時代に北欧で産出されたもので木製の船を密封するために使われていたが、後に流用されて屋根の樹皮をコーティングするのに使われるようになった。
フィンランドの伝統的な木製建物は主に2種類に分けられている。
1. フィンランド東部でよくみられる、ロシアの影響を受けたもの。例えば、ペルティノツァ（Pertinotsa）という農家（ヘルシンキのセウラサーリ島（英語版）で現存）において、居所は上の階にあり、納屋や物置は下の階にあり、屋根裏には干し草置き場がある。
2. フィンランド西部でよくみられる、スウェーデンの影響を受けたもの。例えば、アンティ（Antti）という農舎（元はサキュラ（英語版）にあったが現代では同じくセウラサーリ島に現存）では中心となる農家の庭の周りに個々の木製建物がある。伝統的には建築の順番はまずサウナであり、その次は家族が料理、飲食、就寝する主屋の居間（tupa、「メインルーム」の意味）が作られる。夏には屋外で料理し、納屋で寝ることを選ぶ家族もいたという[16]。

木製建物がより洗練されたものに発展したのは教会の建築が理由だった。初期の例は建築家による設計ではなく、建築請負師による設計であり、彼らは設計した後にそのまま建物を築いた。現代で知られている一番古い木製教会の1つはノウシアイネンのサンタマラ（{{{2}}}、遺跡のみ現存）であり、12世紀に約11.5 m x 15 m四角の面積で建てられた。フィンランドで現存する木製教会のうち最古のものは17世紀までたどることができる（一例としては1689年にラップランドで建てられたソダンキュラ旧教会（Sodankylä）がある）。全ての木製建物と同様に火に弱いため、中世の教会で現存するものはない。実際、17世紀の木製教会ですら16軒しか残っておらず、現存しない木製教会の一部はより大きい石造教会を建てるために取り壊された。
木製教会の設計が中央ヨーロッパ、南ヨーロッパおよびロシアの教会の設計から影響を受けたことが明らかであり、ギリシャ十字形の教会堂となっている上にゴシック建築、ロマネスク建築、ルネサンス建築の要素が含まれている。しかし、これらの影響は主にスウェーデンを経由してもたらされたものである。フィンランドの木製教会の発展は主に設計図の複雑さ、大型化、細部の改良で見られている。フィンランドで保存状態が最もよく、変更された箇所が少ない木製教会はソダンキュラの旧教会（1689年頃）である。ソダンキュラの旧教会はシンプルで塗装されていない両切妻屋根を持つ13 m x 8.5 mの長方形の建築となっており、壁の高さは3.85 mで平民の住処のような形となっている。一方、1765年に建築請負師ヤーッコ・クレメンティンポイカ・レッパネンが建て、1821年にその孫エルッキ・レッパネン（Erkki Leppänen）が鐘楼と聖具室を付け加えたペタヤヴェシの古い教会（世界遺産に登録されている）は外壁では同じく塗装されていないものの、十字形となっている設計はより洗練されており、十字型の両翼が同じ大きさで建築の大きさは18 m x 18 mとなっている。また高さ13 mの木製アーチ形天井があり、教会の内装は木製の建築では珍しい大きな窓があるため柔らかな光で照らされており、独特な雰囲気になっている。
ギリシャ十字形の教会堂となっているペタヤヴェシ教会が建てられた時点でもフィンランドではさらに複雑な建築が存在していたが、その後は更に複雑化していった。いわゆる「双十字形」の建築がフィンランドで最初に建てられたのは恐らく棟梁ヘンリク・シュールツ（Henrik Schultz）が建てたハミナのウルリカ・エレオノーラ教会（Ulrika Eleonora、1731年建築）だった。それが1742年に焼失した後はアルヴィ・ユンカリネン（Arvi Junkkarinen）の手によりエリサベト教会（Elisabet、1748年-1751年建築、1821年破壊）として再建された。この双十字形の建築では十字形の内側の角が拡張され、以降の教会のモデルとなった。例えば、ミッケリ教会（Mikkeli、1754年建築、1806年破壊）、ラッペー教会（Lappee、ユハナ・サロネン（Juhana Salonen）により1794年に建築）などがある。このうちラッペー教会は双十字形をさらに発展して翼廊が先細りになっているほか角がそがれており、ルオヴェシ教会（Ruovesi、1776年建築）でも同じような特徴がみられている。歴史家ラルス・ペッテルソン（Lars Pettersson）の意見ではフランス出身の建築家ジャン・ド・ラ・ヴァレーにより1724年にストックホルムで建てられたカタリナ教会はハミナの教会のモデルとなっており、その後の発展もそれに倣うものであるという。
中世のフィンランドでは6つの町しかなく（トゥルク、ポルヴォー、ナーンタリ、ラウマ、ウルヴィラ、ヴィープリの6か所）、いずれも石造の教会または城塞の周辺に木製建築が有機的に発展した形となっている。歴史家のヘンリク・リリウス（Henrik Lilius）によると、フィンランドにおいて木製建築が主となっている町は平均で約30から40年毎に火事で焼け落ちるという。毎回再建されるときは火事の前と全く同じようになることはなく、火事による被害は同時代の建築の習わしに合うよう新しい市街を建築する機会を与えた。このような習わしには新しい形状の建築、よりまっすぐで広い街道、建物を石造にする命令（ただし、この命令は無視されることが多い）、防火線として建物の間に緑地をもうけることなどがある。頻発する火事の結果、木造の市街地で現存するものは主に19世紀の建築となっている。例えば、オウルは1605年にスウェーデン王カール9世により中世の城塞の側で成立、同時代の町と同じように有機的に発展した。1651年、クラエス・クラエソン（Claes Claesson）は中世的な町と教会の立地を維持しつつ碁盤の目状となっている道路を設計したが、その後は火事が頻発（中でも1822年と1824年の大火が重要である）、都市計画の規制が厳しくなっていったため新しい都市計画では道路を広くして、防火線も設定した。中世以来の6町のうちポルヴォーのみが中世からの市街図を維持した。

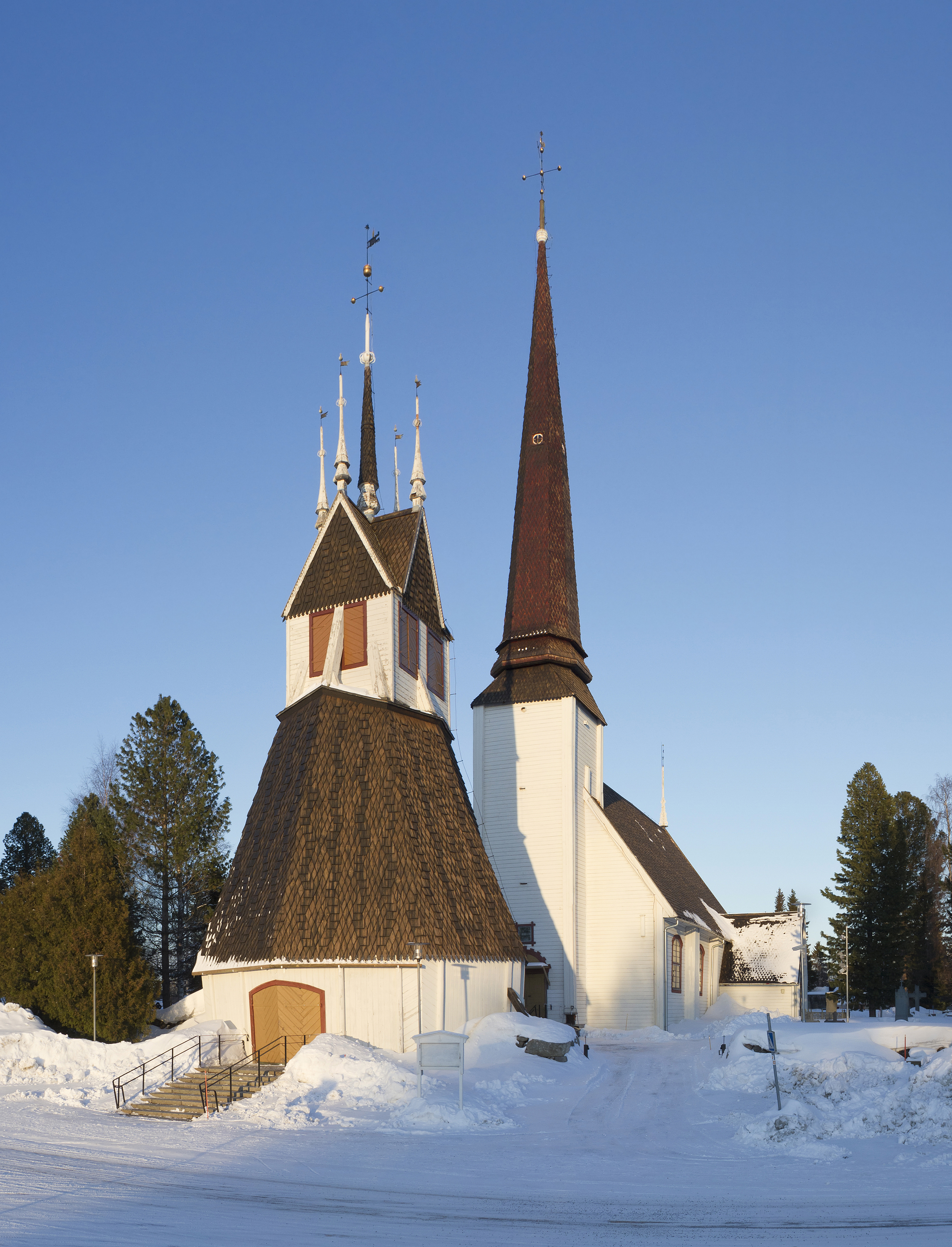
トルニオの教会、1686年建築。
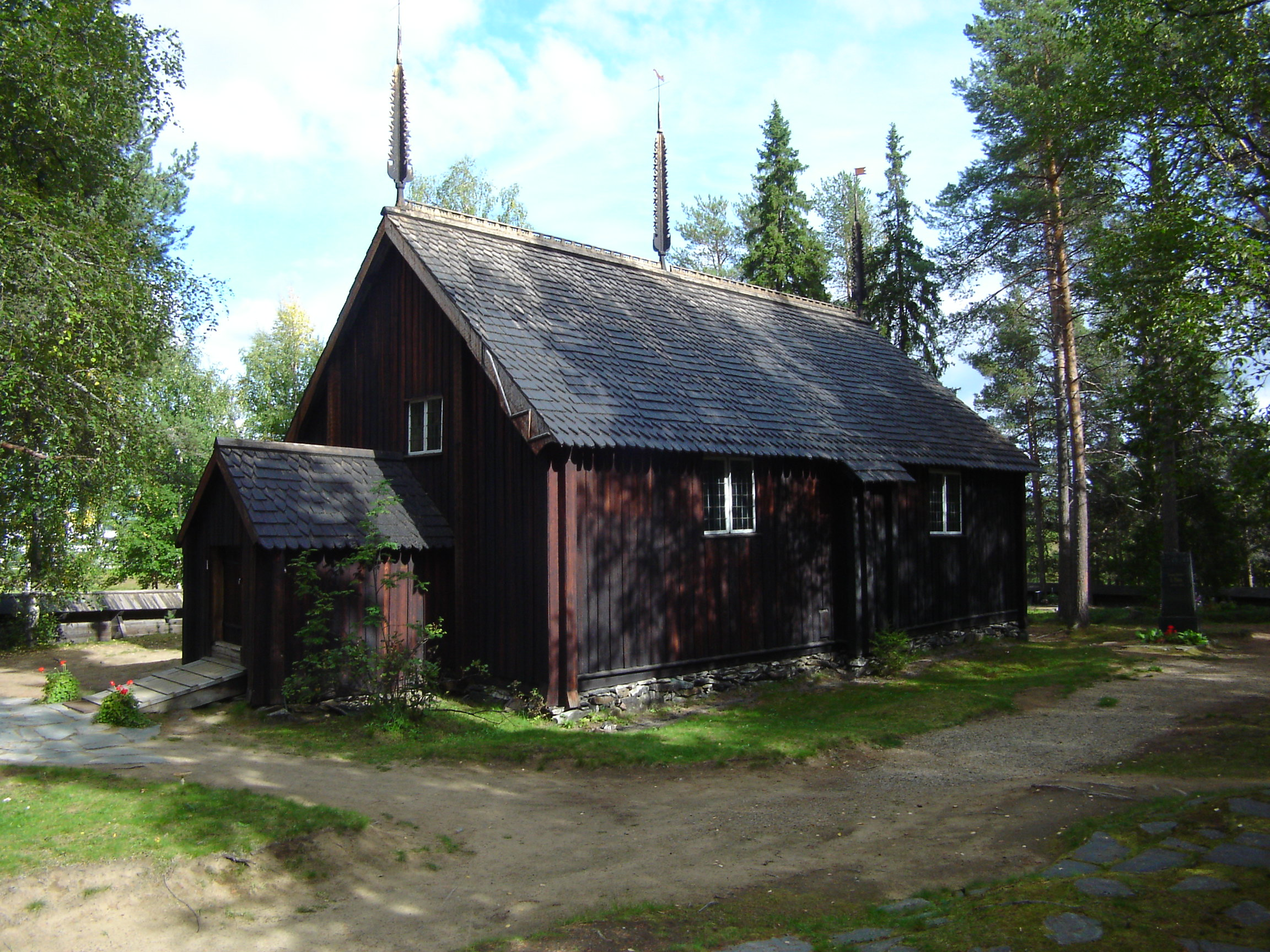
ソダンキュラの古い教会、ラップランド、1689年頃建築。
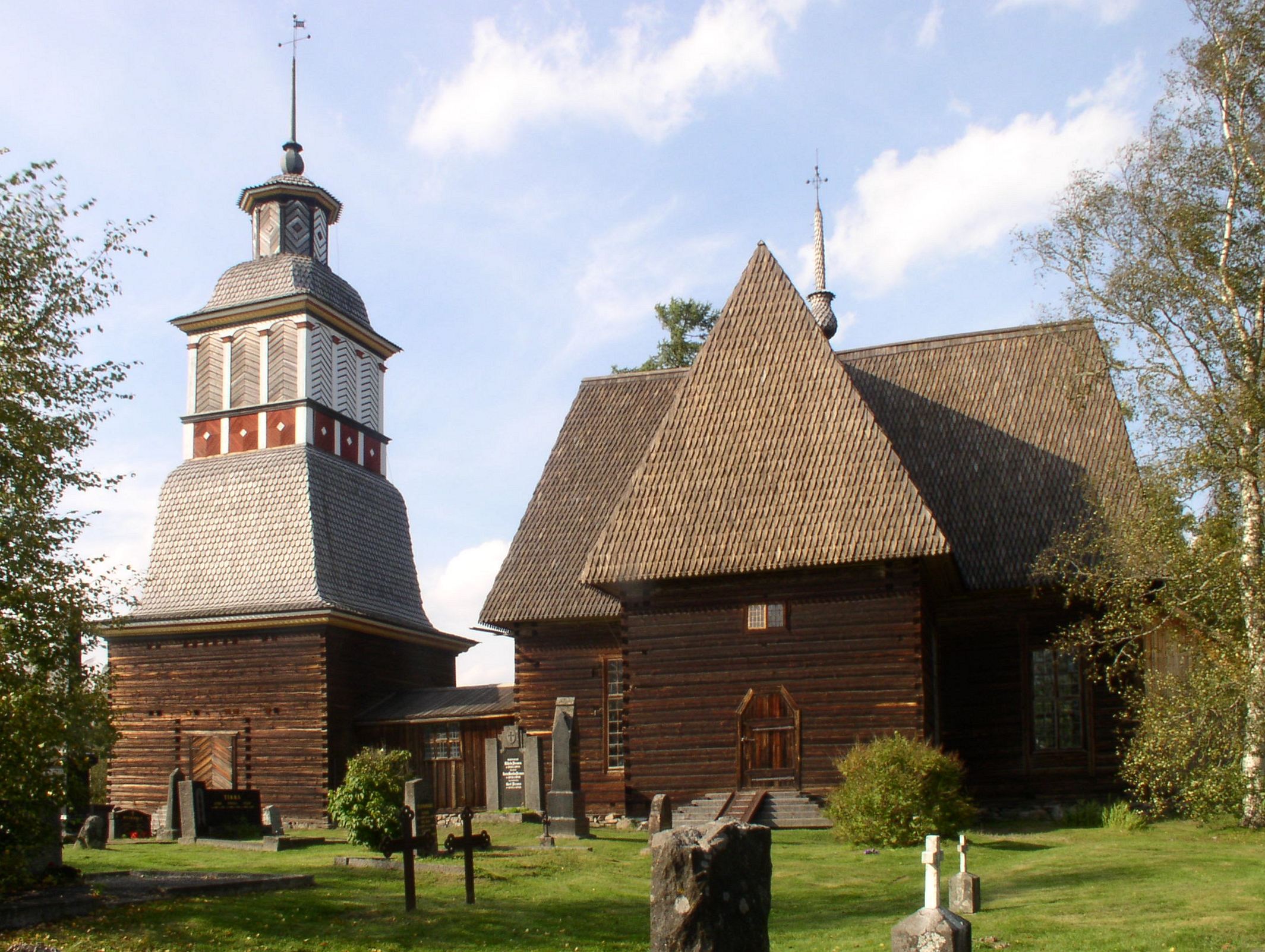
ペタヤヴェシの古い教会、1765年建造。鐘楼は1861年建造。
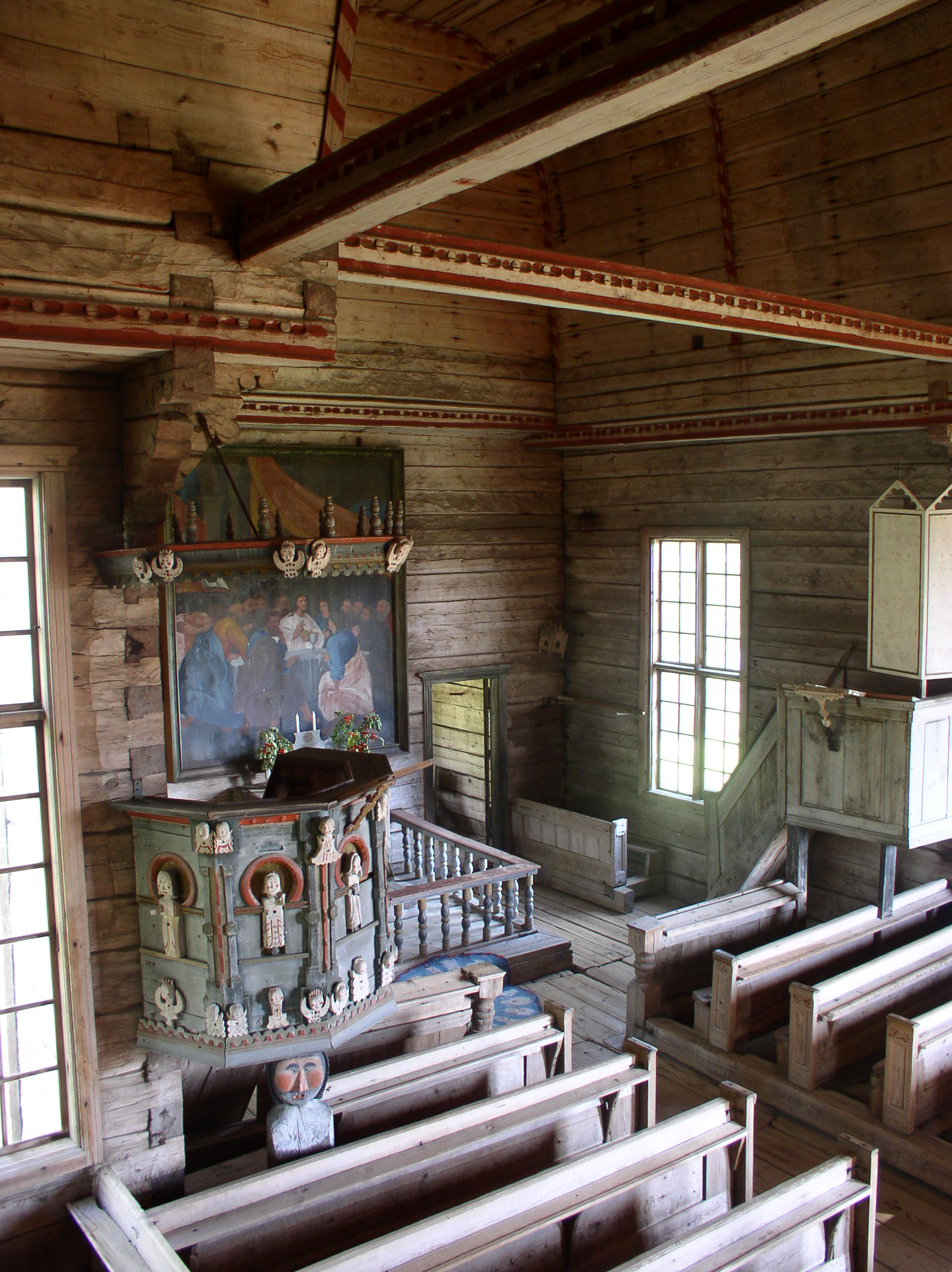
ペタヤヴェシの古い教会の内装。
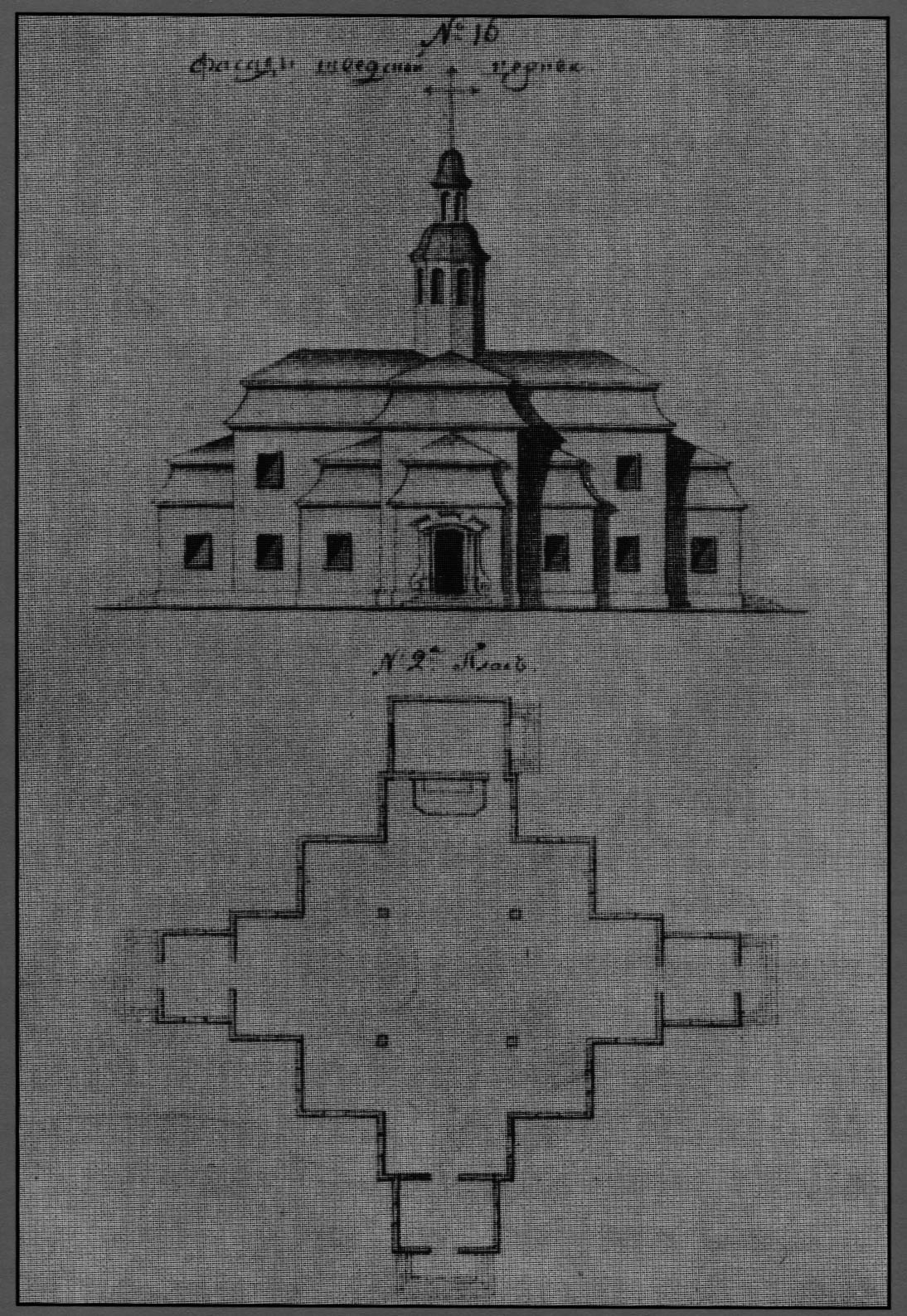
ハミナ（英語版）のエリサベト教会、「双十字形」建築、1748年-1751年。1821年破壊。
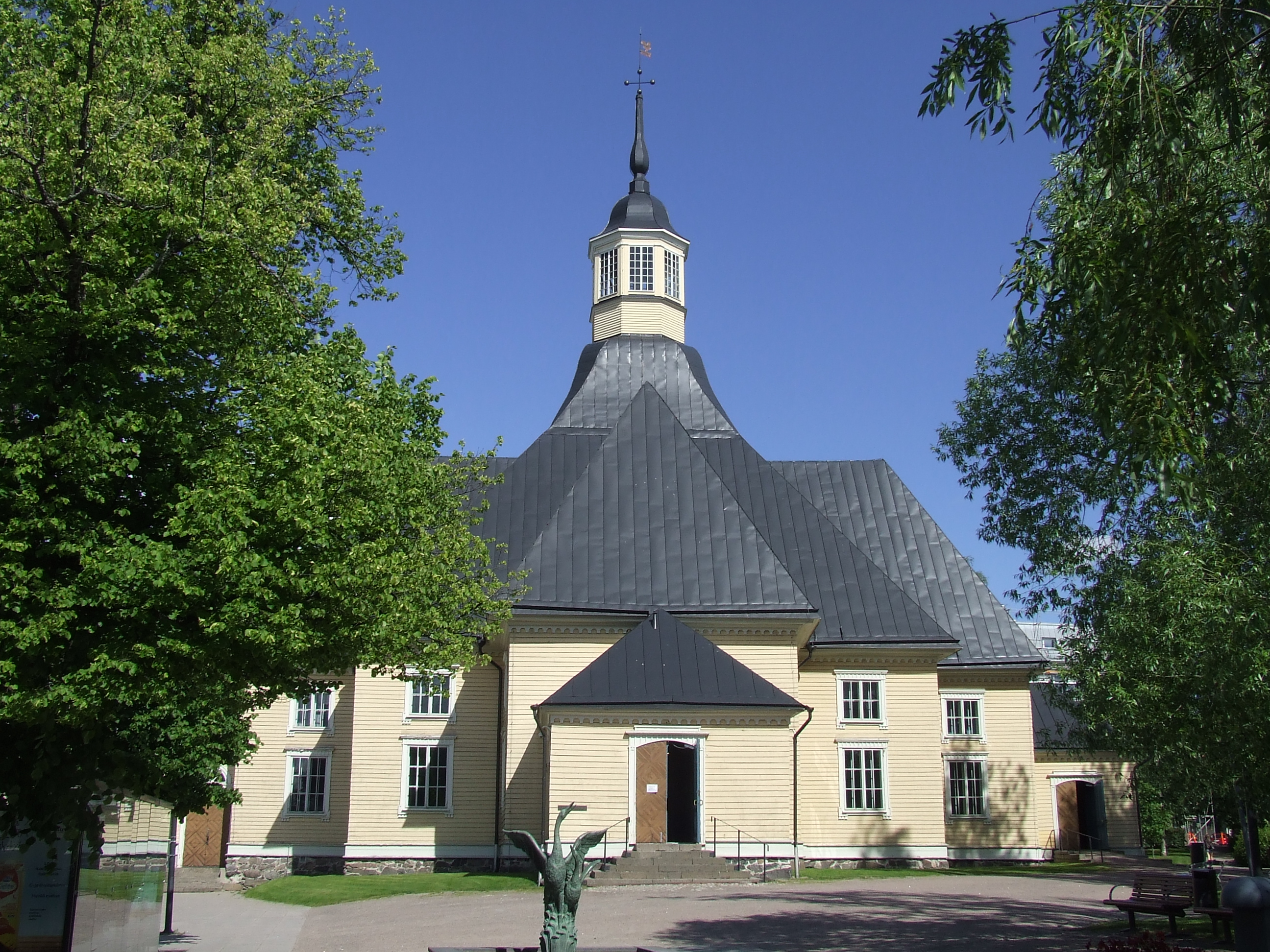
ラッペー教会、1799年建築。
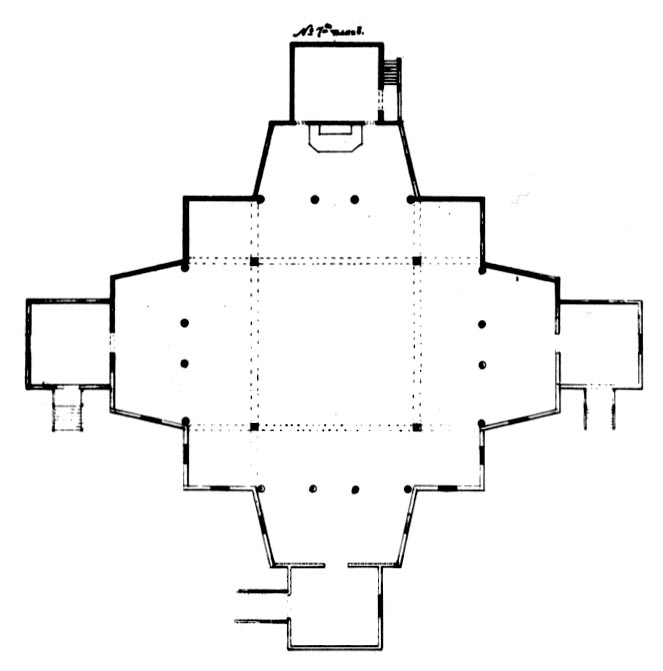
ラッペー教会の「双十字形」建築。
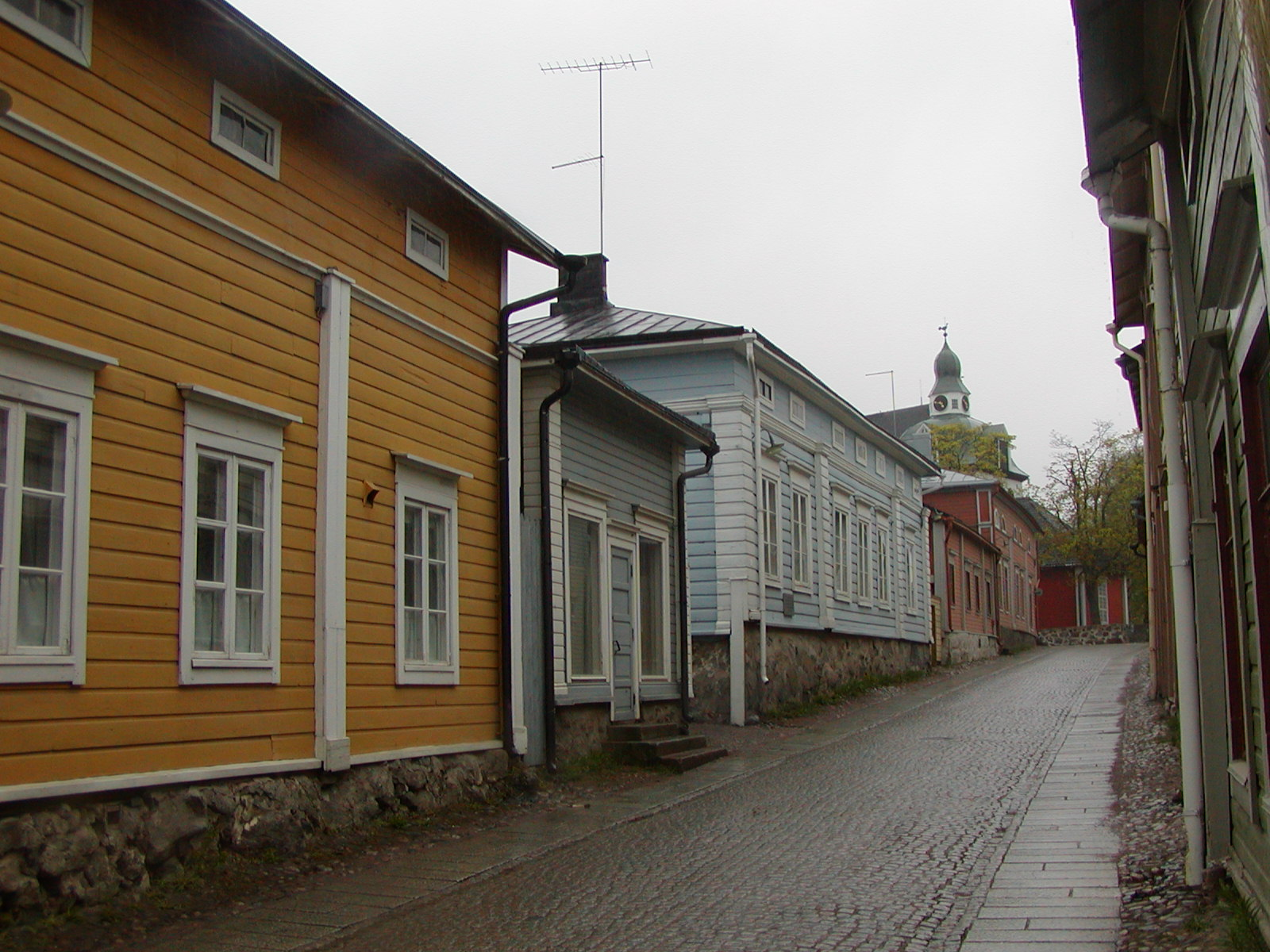
ポルヴォー旧市街の聖堂と木製建築。
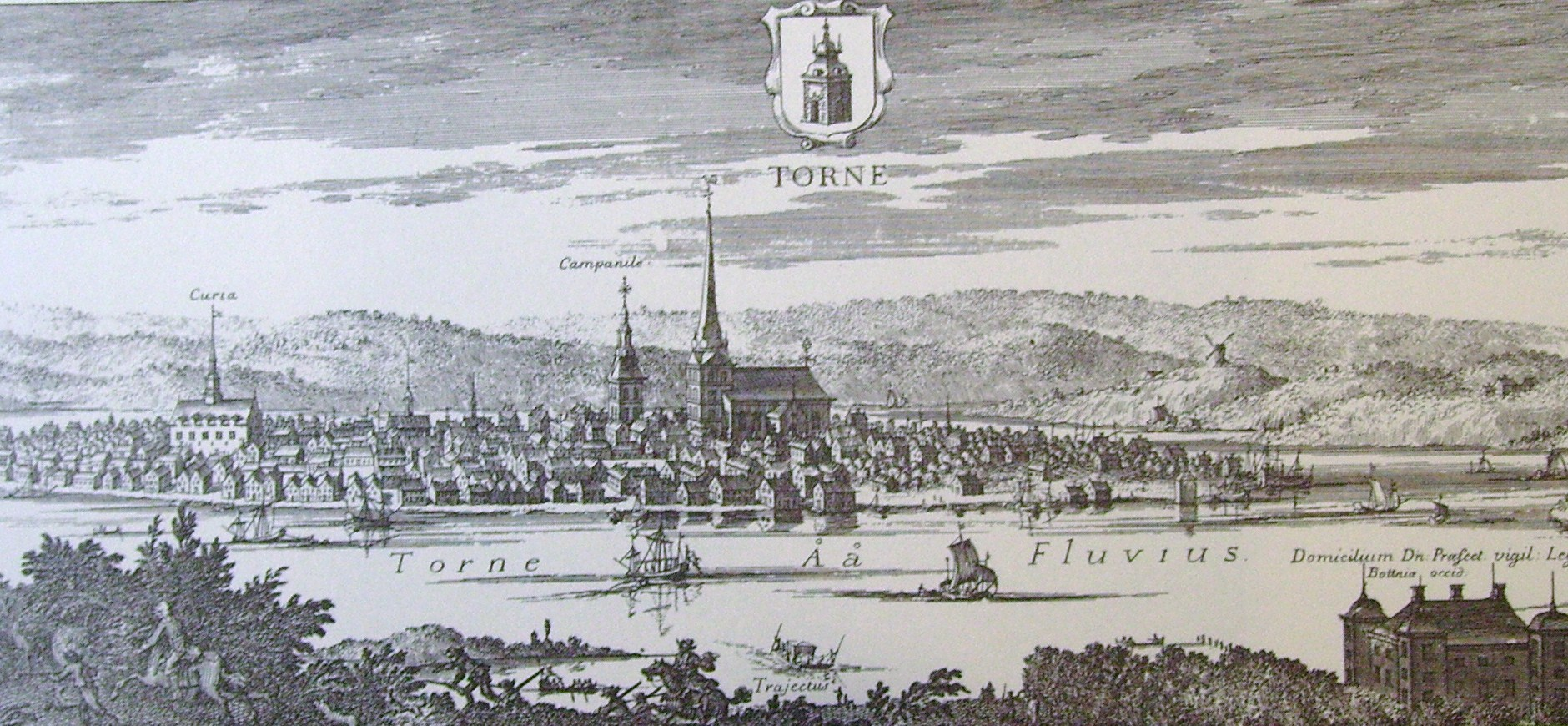
1620年に成立したトルニオの町。1716年に出版された、エリク・ダールベルグ（英語版）による古代と現代スウェーデン（英語版）より。
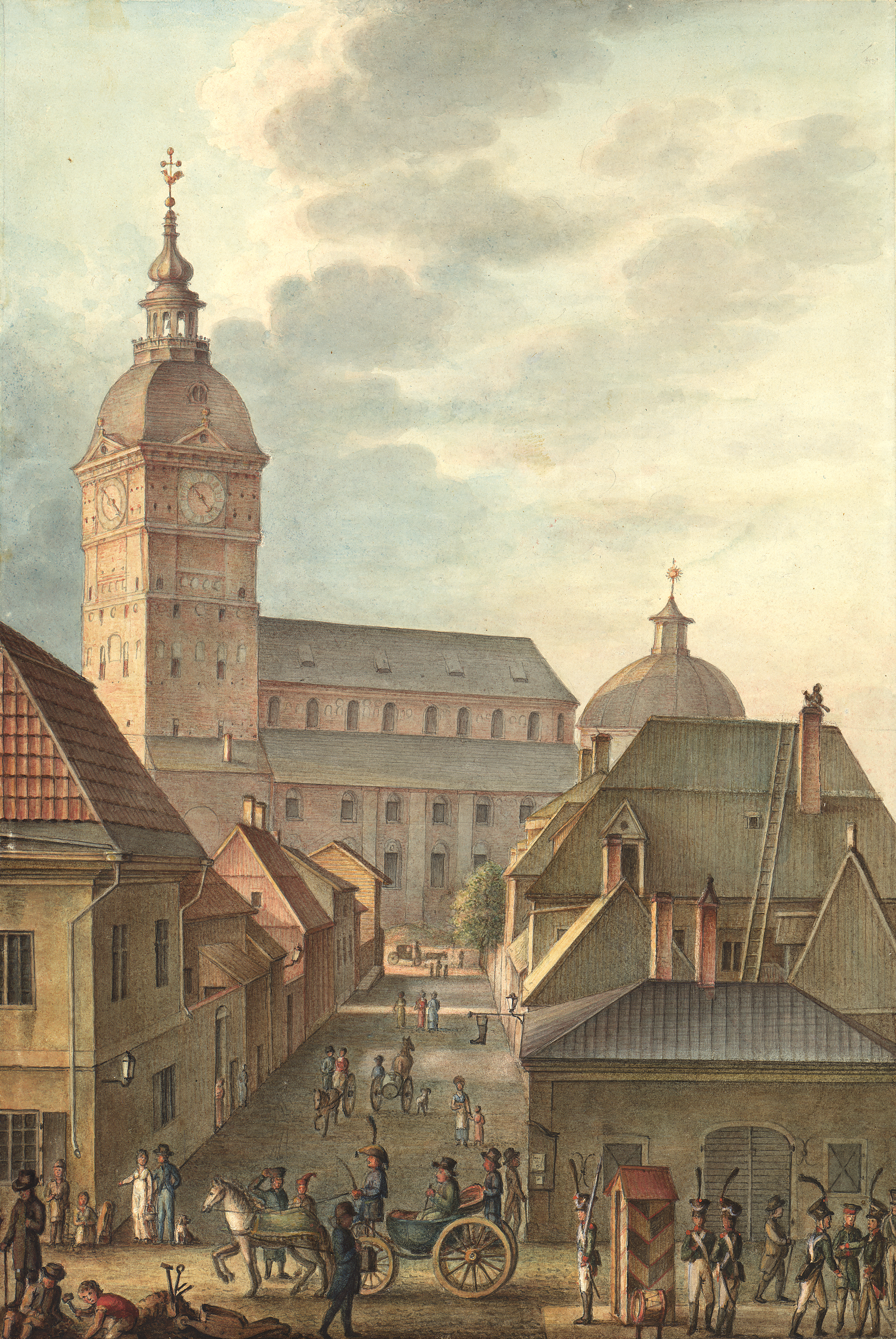
1827年の大火以前のトゥルク大聖堂。

### 石製の建築
フィンランドにおける最初期の石製の建築は中世の城塞や教会に限られていた。そのうち、築城はスウェーデン王による守備と行政の中心地を築く計画の一環として行われ、13世紀後半以降の重要な城塞では合計で6城が築かれた。この6城とはオーランド諸島のカステルホルム城、南西スオミのトゥルク城とローセボリ城、南東部のヴィボルグ城（現ロシア領）、そして内陸のハメ城とオラヴィンリンナ（「オーラヴの城」の意味）である。一方、フィンランドの城で最北部にあるカヤーニ城、クーシスト島のクーシスト城、西部海岸のコルスホルマ城はいずれも17世紀初に築かれたものである。初期の築城は重厚な花崗岩が特徴だったが、以降は細部がより洗練されるようになった。戦略上ではトゥルク城とヴィボルグ城が最も重要であり、中世フィンランドにおける3つの「封城」も1360年代までトゥルク城、ハメ城、ヴィボルグ城から統治された。トゥルク城は14世紀まで北ヨーロッパ最大規模の城塞であり、部屋が40以上あり、16世紀中期までに砲火にも耐えられるようさらなる改築が施された。ヴィボルグ城は1293年にスウェーデン王国軍政総監トルケル・クヌートソンの命令で築城が始められ、オラヴィンリンナは1475年にデンマーク生まれの騎士でスウェーデンのヴィボルグ総督だったエリク・アクセルソン・トットが東のノヴゴロド公国からの守備に備えて築かれた。アクセルソン自身の記述によると、ヴィボルグ城は16人の外国人石工によって築かれ、その一部がタリン出身だったという。ヴィボルグ城はハウキヴェシ湖とピヒラヤヴェシ湖の間にある島に築かれ、3つの大きな塔が一直線に並ぶ形となっており、1960年代から1970年代に修復工事が行われたため現代でもよく保存されている。一方、ハメ城は最初は木造だったが、後に石造で再建され、さらに14世紀には赤レンガで改修されるというフィンランドでも稀な構造であり、この改修のときにはレンガ造の防御線が増築された。ハメ城は19世紀に建築家カール・ルートヴィヒ・エンゲルの設計で刑務所として改造された。
フィンランドにおける伝統的な中世石造建築は木造の建築から増築された石造教会73軒と石造聖具室9軒という形でも保存されており、最古の石造教会は1260年から1280年頃に完成したオーランド諸島ヨマラの聖オーロフ教会とされる。フィンランドの石造教会は巨大な壁と屋内に内部空間が1つだけという2点を特徴としており、窓などの細かい箇所（特に切り妻壁において）では赤レンガの装飾が施されることがあり、一例としては1454年に築かれたシポーの旧教会が挙げられる。例外ではトゥルク聖堂があり、トゥルク聖堂は13世紀末に木造教会として築かれた後、14世紀と15世紀に石とレンガで増築され、1827年のトゥルク大火で大きな損害を受けてレンガで再建された。

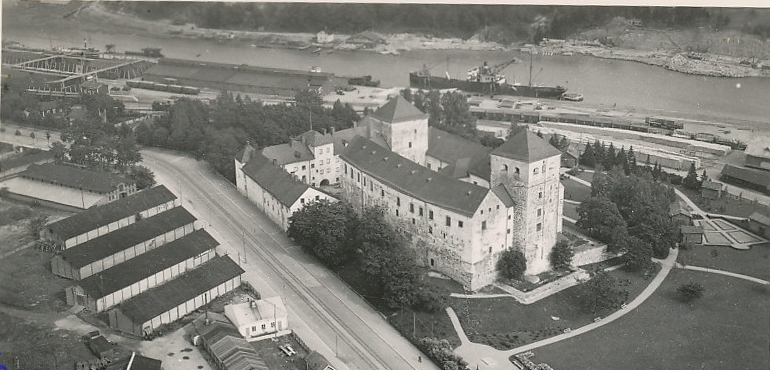
トゥルク城、13世紀の建築、1934年の写真
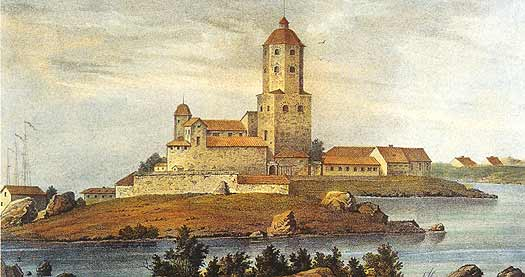
ヴィボルグ城（英語版）、13世紀の建築、1840年の絵画
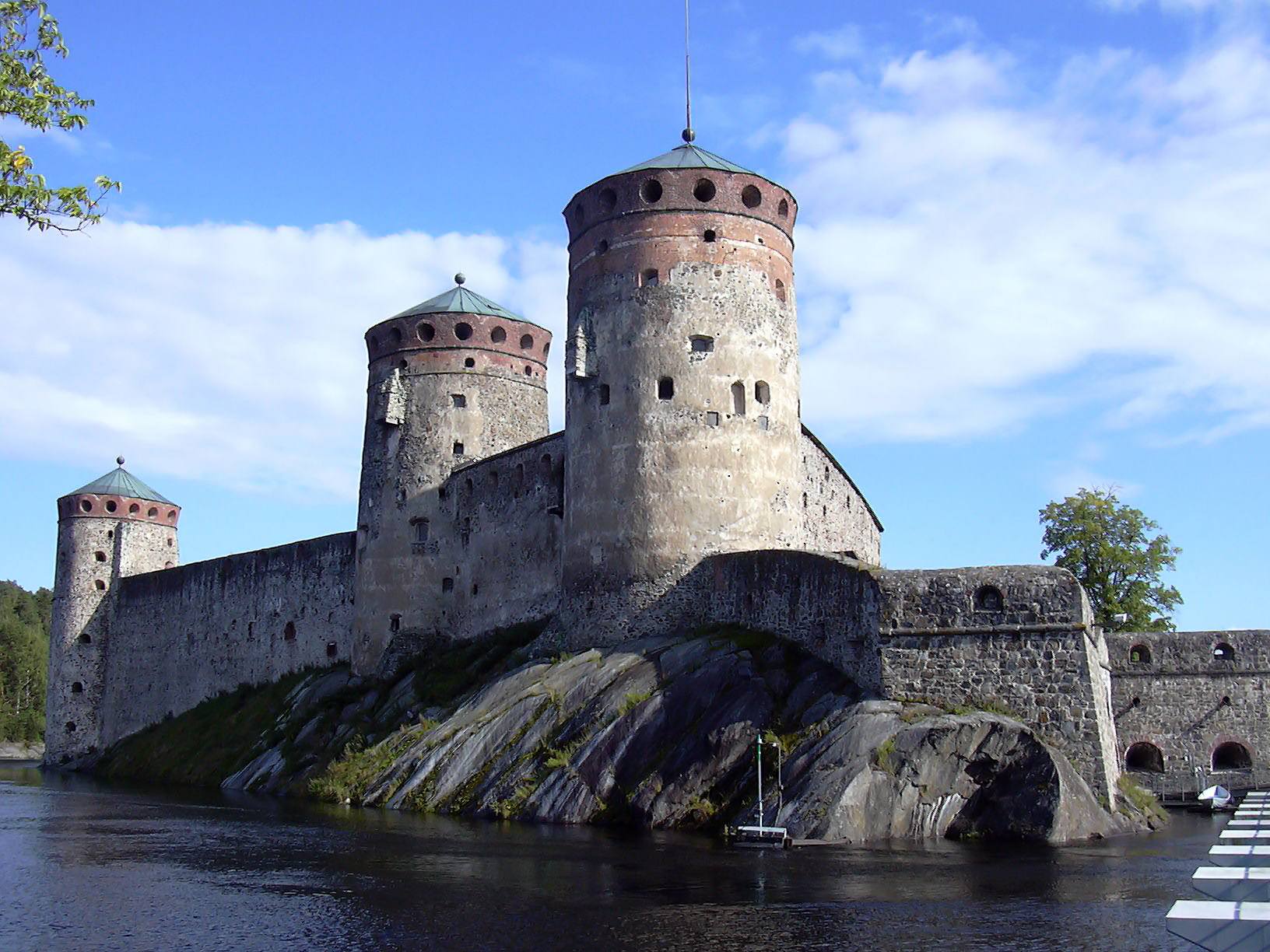
オラヴィンリンナ、1475年の建築
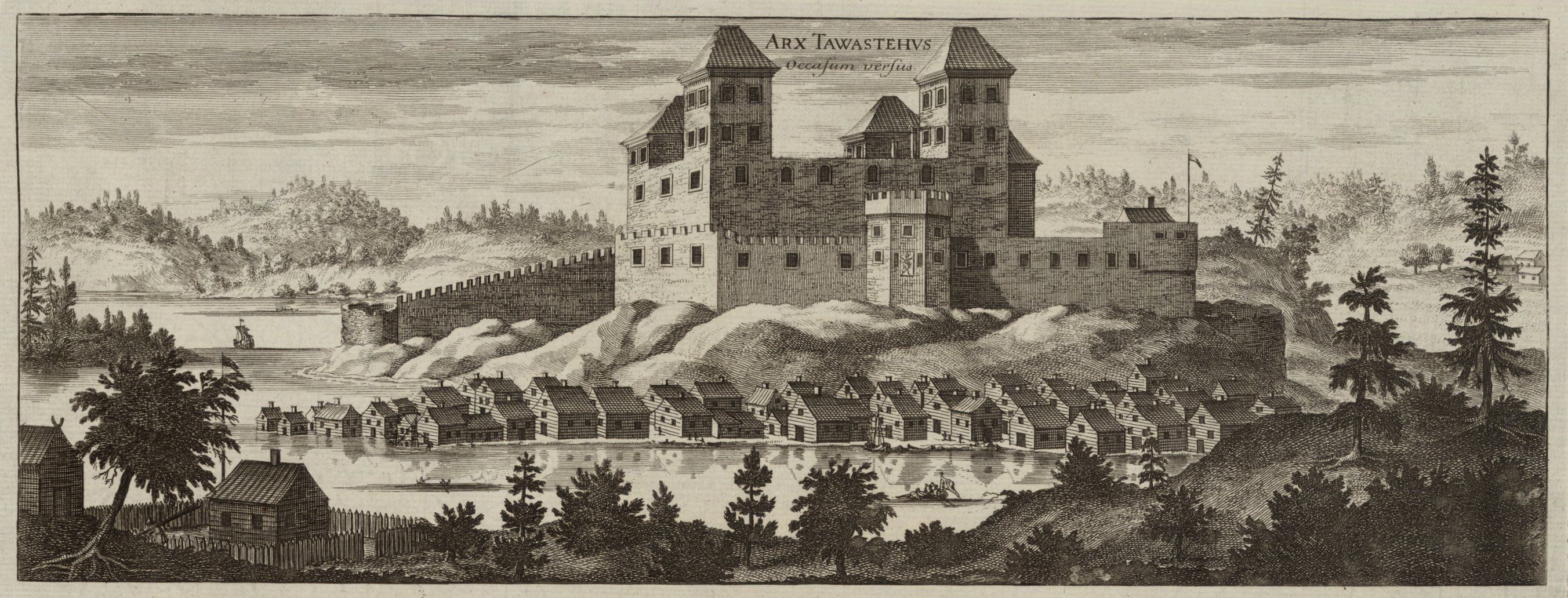
17世紀末から18世紀初のハメ城
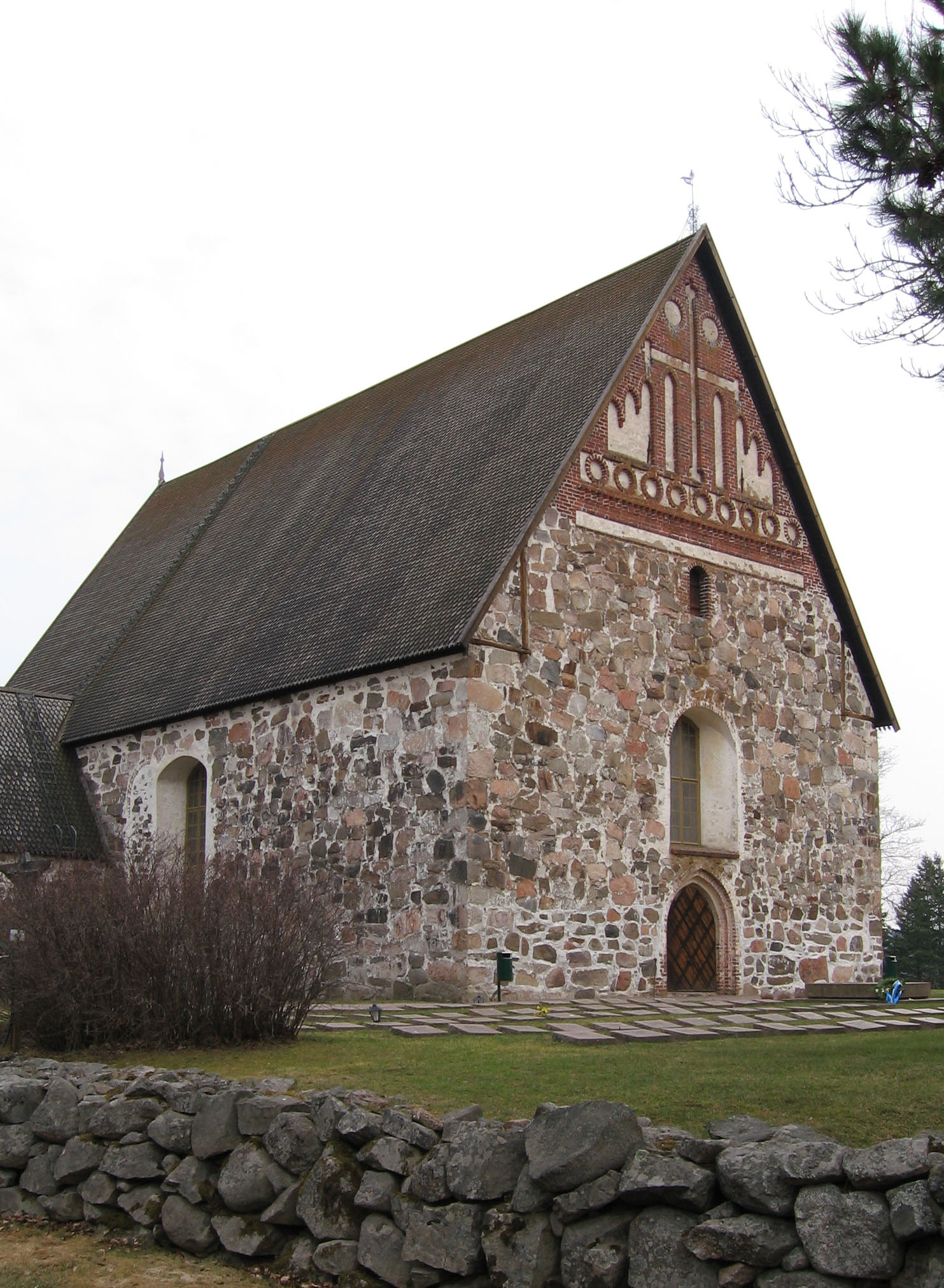
シポー旧教会、1454年の建築
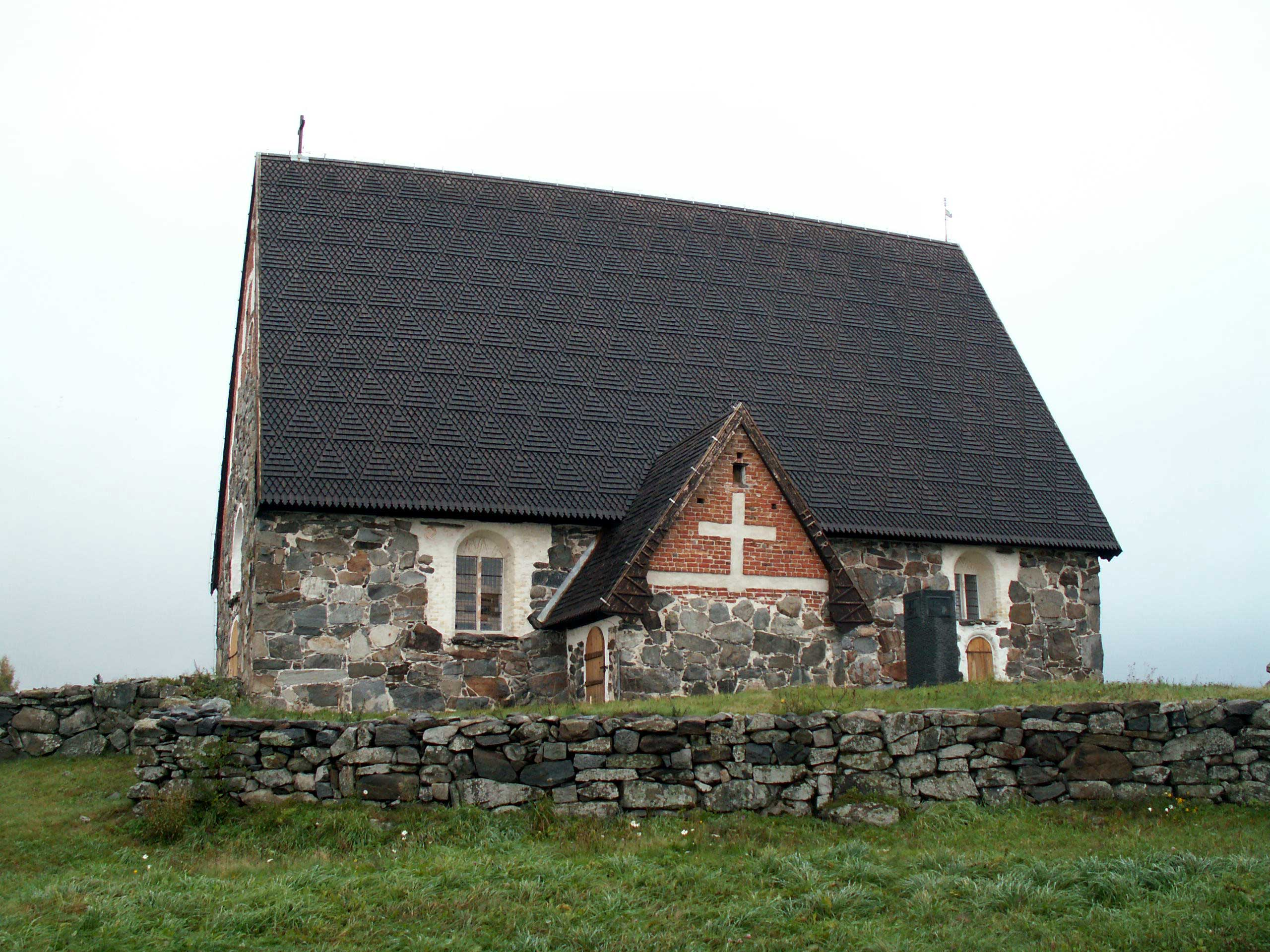
テュルヴァーの聖オーラヴ教会（英語版）、1516年頃の建築

## 建築コンペ
フィンランドの建築史上、主にフィンランド建築家協会（SAFA）によって主催されている建築設計競技（設計コンペ）は100年以上重きをなしてきた。最初の設計コンペはSAFAが成立する以前の1860年に行われた（SAFAは1892年設立）。1880年までに設計コンペが12回行われたが、コンペの制度が系統的になったのは1893年以降ルールが制定されてからである。19世紀末から20世紀初頭における重要な建築は多くがコンペによるものであり、例としてはタンペレ聖堂（ラルス・ソンク（Lars Sonck）設計、1900年）とヘルシンキ国立博物館（ゲセッリウス、リンドグレン、サーリネン設計、1902年）がある。ソンクは23歳でタンペレ聖堂の設計コンペに優勝した。同じように、建築家の一部は設計コンペに優勝することで若年のうちに名を上げた。設計コンペは公的な建物と教会を設計するために行われるだけでなく、都市や地域計画のためにも行われている。ソンクとゲセッリウス、リンドグレン、サーリネンのほか、ヴィープリ図書館（アルヴァ・アールト設計）、1958年ブリュッセル万国博覧会のフィンランド館（レイマ・ピエティラ（Reima Pietilä）設計）、ミュールマキ教会（ユハ・レイヴィスカ設計、1984年）、ノキア本社（ペッカ・ヘリンとトゥオモ・シートネン設計、1983年-1997年）、ヘウレカ（へイッキネン＝コモネン建築会社設計、1989年）、フィンランド・ルスト森林博物館（ラハデルマ＝マハラマキ建築会社設計、1994年）、ヘルシンキ・オリンピックスタジアムの新しい天蓋（K2S社設計、2003年）、キルデン舞台芸術センター（ALA社設計、2012年）などでもコンペの成功が設計者または設計会社に名声を与えている。コンペの結果は国際の動向か地域主義を反映していると言われており、アールトが述べた「国際的でありつつ、己に正直である」という言葉に従っているという結果となった。

### 国際博覧会パビリオンのコンペ

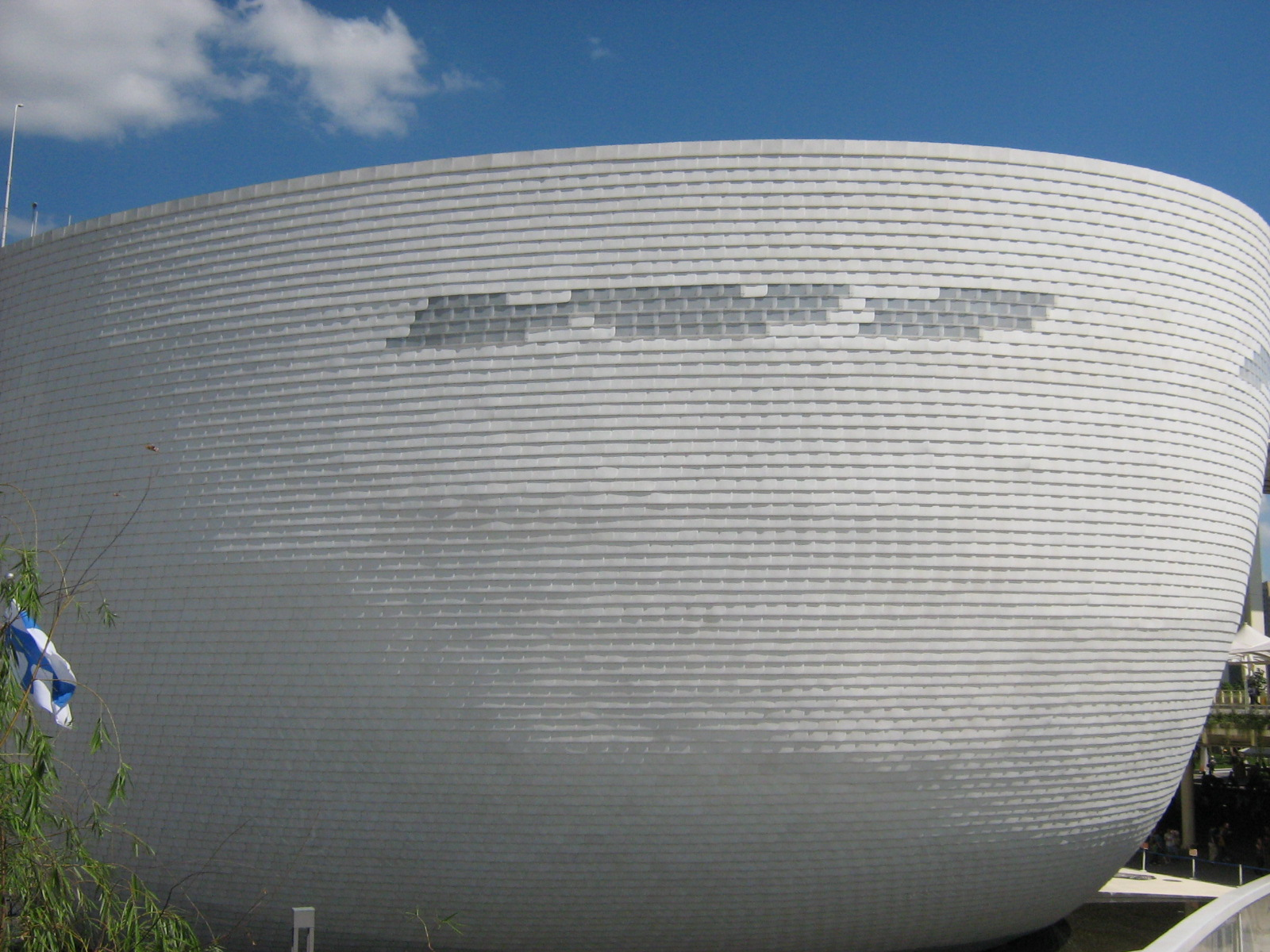
上海国際博覧会のフィンランド館、2010年撮影。

国際博覧会における各国のパビリオンは参加国それぞれにその国に対する印象が含まれる作品を（経済的と文化的な理由で国を宣伝する手法として）展示する機会を与えている。フィンランドが国際博覧会に参加する理由には経済的、政治的、国家文化的な一面がある。その一例としてはフィンランドがロシアの統治下にあった1900年に行われたパリ万国博覧会でフィンランドの独立に関する政治的な声明を出しつつ、フィンランドに関する民族主義的な声明も出した。このような声明を出すのにフィンランドの建築家は重要な役割を演じた。フィンランドは1851年以降主要な国際博覧会に参加しており、初参加はロシア館の一部として1851年ロンドン万国博覧会への出展である。フィンランドが自国でパビリオンを持ったのは10回であり、うち8回はコンペで選ばれた：1889年パリ万国博覧会（フランスの建築家による設計）、1900年パリ万国博覧会（コンペの結果、ゲセッリウス、リンドグレン、サーリネンの設計が採用された）、1930年アントワープ植民地博覧会（コンペの結果、エリク・ブリュッグマン（Erik Bryggman）の設計が採用された）、1935年ブリュッセル万国博覧会（コンペなしでアールネ・ヒュトネン（Aarne Hytönen）とリスト＝ヴェイッコ・ルーッコネン（Risto-Veikko Luukkonen）の設計が採用された）、1937年パリ万国博覧会（コンペの結果、アルヴァ・アールトの設計が採用された）、1939年ニューヨーク万国博覧会（コンペの結果、アルヴァ・アールトの設計が採用された）、1958年ブリュッセル万国博覧会（コンペの結果、レイマ・ピエティラ（Reima Pietilä）の設計が採用された）、1992年セビリア万国博覧会（コンペの結果、モナルク（Monark）の設計が採用された）、2000年ハノーヴァー万国博覧会（コンペの結果、サルロッタ・ナルユス（Sarlotta Narjus）とアンティ＝マッティ・シーカラ（Antti-Matti Siikala）の設計が採用された）、2010年上海国際博覧会（コンペの結果、JKMMアルッキテヘディトの設計が採用された）。これらのパビリオンは1992年セビリア万国博覧会のフィンランド館を除いて全て取り壊された。その後、フィンランド館はセビリア建築家協会（Fundación FIDAS）の本部として再利用された。

## 外国への影響
フィンランドの建築家、特にアルヴァ・アールトはフィンランド以外でも影響力を発揮した。ポルトガルの著名な建築家アルヴァロ・シザ・ヴィエイラ、イギリスの建築家コリン・シンジョン・ウィルソン、アメリカの建築家リチャード・マイヤー、ロバート・ヴェンチューリ、スティーヴン・ホールはいずれもその作品がアールトの影響を受けたと表明している。中でもホールはアールトの建築の隣に自分の建築を建てる機会が2度あり、1回目はアールトのフィンランディア・ホールに建てられ、ヘルシンキ現代美術館のコンペにも優勝したキアズマ（1993年-1998年建築）で、2回目はマサチューセッツ工科大学のベイカー・ハウス（Baker House、1947年-1949年建築、アールト設計）の向こう側に建てられたシモンズ・ホール（Simmons Hall、2002年建築）である。アールト以前ではエリエル・サーリネンが1922年のシカゴトリビューン・タワーのコンペで2位を獲得したあと、1923年にアメリカに移住したことで外国への影響を発揮し始めた。彼はミシガン州のクランブルック美術アカデミーを設計した。彼の息子エーロ・サーリネンは「アメリカの世紀の建築家」（Architect of the American Century）と呼ばれることも多く、フィンランド生まれだったもののアメリカで教育を受けて育ち、アメリカ国内で多くの建築を残した。例としてはニューヨークのジョン・F・ケネディ国際空港でのTWAフライトセンターやセントルイスのジェファーソン・ナショナル・エクスパンション・メモリアルのゲートウェイ・アーチなどがあるが、それぞれ背景や設計目的によってスタイルが違った。彼は自身の有名さを利用して設計を選択するときに自身の設計と似ているものを選ぶよう影響力を発揮したため、シドニー・オペラハウスのコンペでヨーン・ウツソンの設計が選ばれ、トロント・シティホールのコンペでヴィルヨ・レヴェルの設計が選ばれた。ほかにもサイリル・マーダル（Cyril Mardall、原名キュリル・シヨストロム（Einar Sjöström）、建築家エイナル・シヨストロムの息子）がイングランドに移転した後、F・R・S・ヨークとユージン・ローセンベルクとパートナーシップを組んで建築会社ヨーク・ローセンベルク・マーダル（YRM）を結成して成功を収めた。マーダルはフィンランドで学んだプリハブの木製家屋の専門家として、スティーブニッジとハーロウのニュータウンでの住宅建設に取り組み、また1958年にはロンドンのフィンランド・ルター派宣教教会の設計にも関与した。
さらに近年では実際の建築のほかにも建築理論で影響力を発揮しており、これはフィンランドの建築家と理論家ユハニ・パルラスマがいくつかの言語で精力的に著作を出版していることによるところが大きい。彼は2012年の『皮膚にある眼、建築と感覚』と『建築への理解』、2009年の『考える手』などを出版している。ほかにもフィンランドの建築理論家カリ・ヨルマッカが2012年の『見えない目』、1995年の『ハイムリック法 - 建築における儀式』、2007年の『基本設計法』などを出版している。

## フィンランドにおける外国人建築家
フィンランドで最初に有名になった建築家は外国人であり、19世紀にはサルデーニャ王国出身のカルロ・バッシとプロイセン王国出身のカール・ルートヴィヒ・エンゲルなどが新古典主義の設計を行った。しかし、その後はフィンランドで活動する外国人建築家が少なく、外国人建築家が設計するフィンランドの建築の例すら少なかった。また早期から影響力を発揮した建築家にはスウェーデン生まれのゲオルク・テオドール・キーヴィッツもおり、彼はネオルネッサンス様式とネオ・ゴシック様式の建築を設計した。アルヴァ・アールトの時代にはデンマークの建築家ヨーン・ウツソン、イギリスの建築家パトリック・ホッジキンソン、スイスの建築家ブルーノ・エラト（Bruno Erat）など数十人の外国人建築家が短期間ながらアールトの事務所で働いた。このうち、エラトはフィンランドで定住、エコハウスの先駆者となった。イギリス生まれのスウェーデン建築家ラルフ・アースキンは1978年から1981年にかけてマルミンカルタノの公共住宅を設計したが、彼は以前に使用したユーザ参加型の設計を再び利用した。フィンランドの建築コンペでは外国人の参加を許可していたため多くの外国人がコンピで優勝を飾った。アメリカの建築家スティーヴン・ホールはフィンランドの大型な公的建物のコンペで優勝した後、外国人としてはじめて建築の委託を受けた。それはヘルシンキのキアズマ（ヘルシンキ現代美術館、1993年-1998年建築）のことだった。スウェーデンの建築家エリカ・ウェルマン（Erika Wörman）は1988年に行われた、ヴァンターのカルタノンコスキの住宅地域の設計コンペで優勝した。このときの設計は、ポストモダニズムを取り入れたカラフルな設計であり、当時のフィンランドでよくみられる設計とは大きく異なっていた。マンッタのゴスタ・セルラキウス博物館（2014年）はバルセロナの建築家スタジオMX_SIにより設計された。また2015年のヘルシンキのグッゲンハイム美術館建設計画のコンペではフランスと日本の建築家パートナーシップであるモロー・クスノキ・アーキテクト（Moreau Kusunoki Architectes）が優勝した。デンマークの建築家会社Nordgren Architectsは2016年から2017年にかけての3か月間、フィンランドの都市計画コンペに3回（パライネン、タンペレ、ユヴァスキュラ）優勝した。外国人建築家が直接委託されることは少なく、特にいわゆるスター建築家はさらに少ない。ダニエル・リベスキンドは例外の1人であり、彼はタンペレ中央アリーナの設計を委託された（2011年-2018年）。フィンランド人建築家と外国人建築家の間のパートナーシップは数多く、一例としてはイギリスのヨーク・ローセンベルク・マーダル（YRM）があるが、近年でもフィンランドの建築家ニクラス・サンドス（Niklas Sandås）とオーストリアの建築家クラウディア・アウエル（Claudia Auer）の間のパートナーシップ（2008年のトゥオマリラ昼間託児所など）やフィンランドの建築家ヘンヌ・キュイシク（Hennu Kjisik）とイギリスの建築家トレヴァー・ハリス（Trevor Harris）のパートナーシップ（2004年のユヴァスキュラ旅行センターなど）、フィンランドの建築家ティーナ・パルッキネン（Tiina Parkkinen）とオーストリアの建築家アルフレッド・ベルゲル（1999年の北欧諸国駐ベルリン大使館群など）がある。

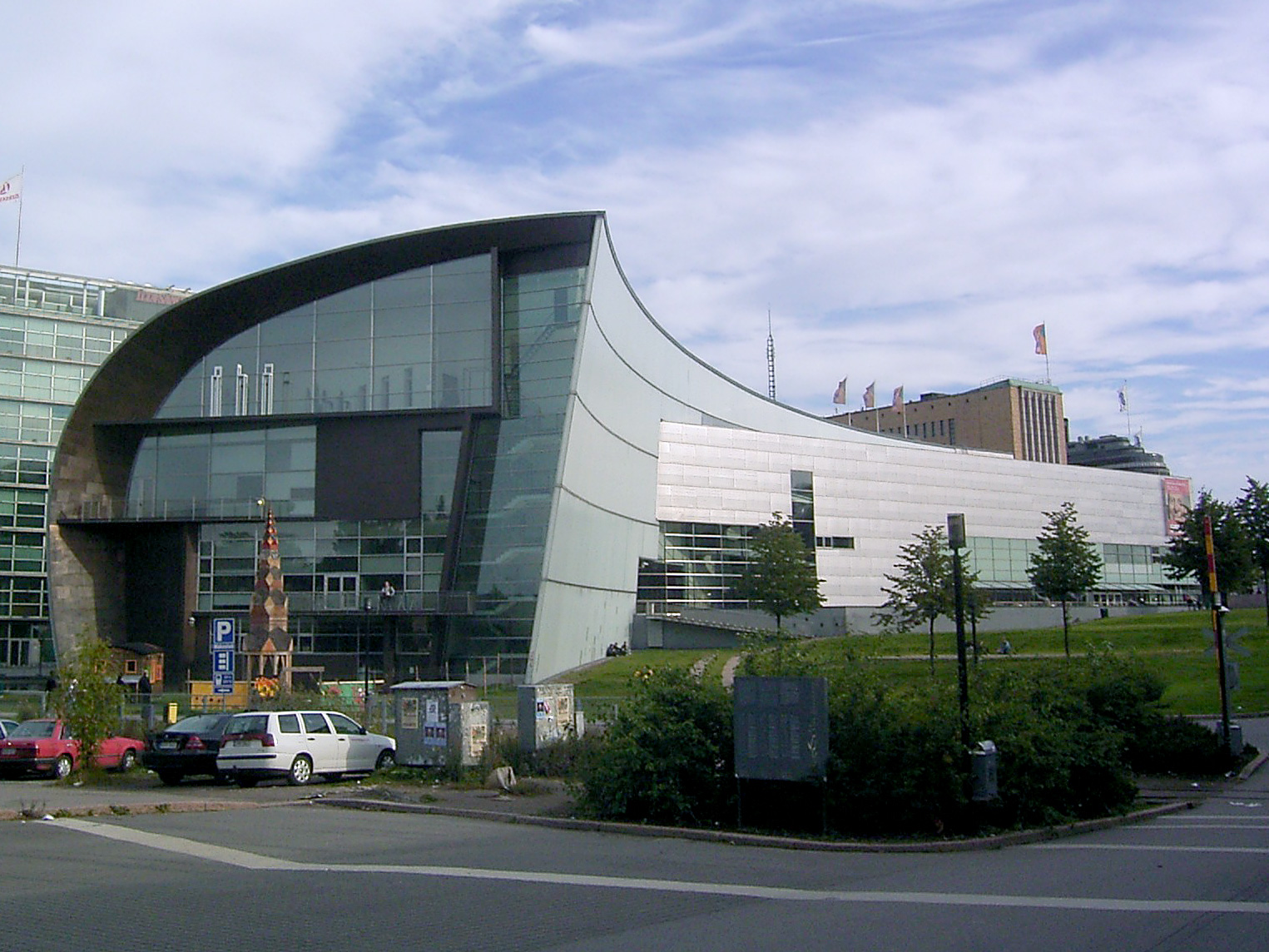
ヘルシンキ現代美術館、アメリカの建築家スティーヴン・ホールによる設計、1998年建築。
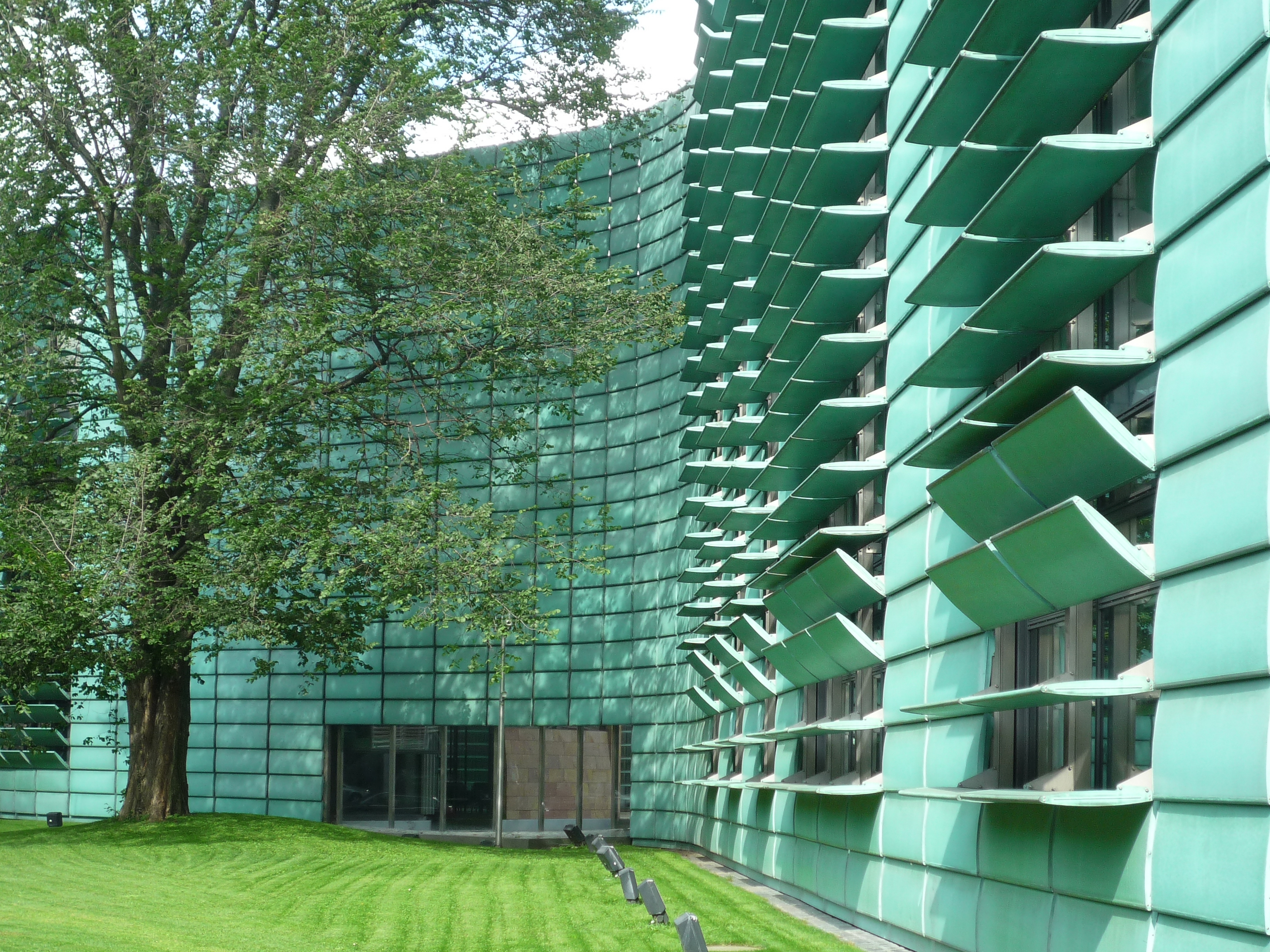
ベルリンの北欧大使館群、フィンランドとオーストリアの建築会社アルシテクテン・ベルゲル+パルッキネン（Architekten Berger + Parkkinen）による設計、1999年。
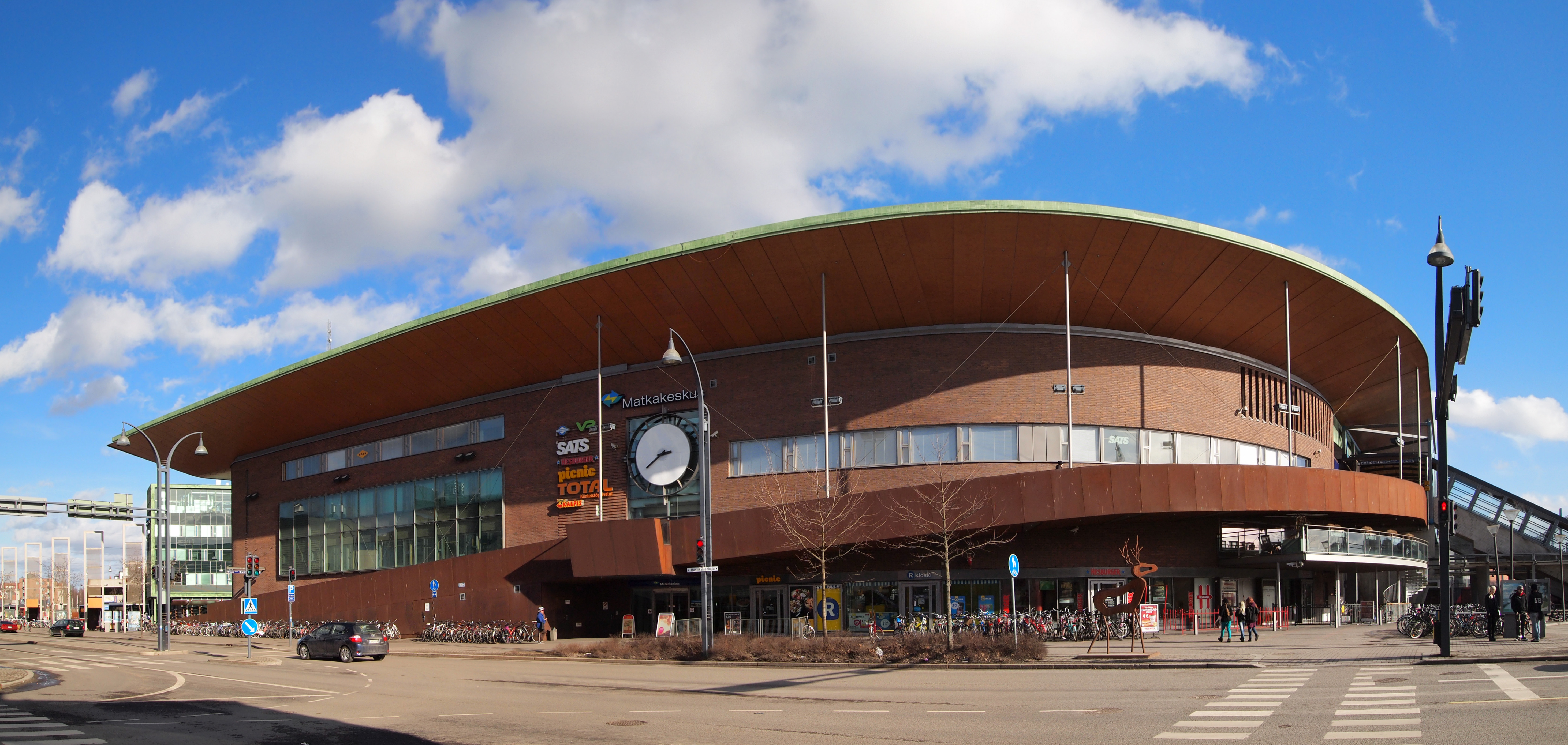
ユヴァスキュラ旅行センター、フィンランドとイギリスの建築パートナーシップはリス-キュイシク・アーキテクト（Harris - Kjisik Architectsによる設計、2004年。